# چارداک
چارداک (به ترکی استانبولی: Çardak) یک منطقهٔ مسکونی در ترکیه است که در استان دنیزلی واقع شده‌است.